# Холодильник Ейнштейна

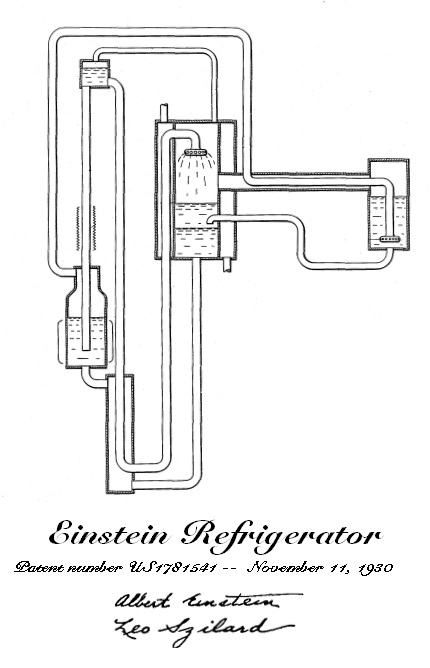

Холоди́льник Ейнште́йна — абсорбційний холодильник, який у 1926 році винайшли фізики Альберт Ейнштейн та Лео Сілард. 11 листопада 1930 року був запатентований у США. Холодильник не має рухомих частин і використовує невеликі нагрівальні пристрої.

## Історія винаходу
Вчений винайшов свій холодильник після того, як прочитав у газеті про випадок, що стався з однією берлінською сім'єю. Члени цієї родини отруїлися через несправність холодильника, з якого стався витік діоксиду сірки.
Разом з фізиком Лео Сілардом Ейнштейн створив холодильник, у якому використовувалося паливо на основі спирту і через свої особливості не могло стати причиною подібних отруєнь.
Ейнштейн отримав патент на свій винахід, однак він так і не надійшов у серійне виробництво. У 1930 році компанія «Електролюкс» викупила права на патент. Оскільки холодильники, в основі яких були компресор та газ фреон, були більш ефективними у використанні, вони витіснили виріб Ейнштейна з ринку. Було виготовлено єдиний зразок, однак він безслідно зник. До нашого часу дійшло всього кілька світлин виробу.
У вересні 2008 року в газетах з'явилося повідомлення про те, що група під керівництвом Малькома Маккалоха з Оксфордського університету протягом трьох років займалася створенням і розвитком прототипу холодильника Ейнштейна. Оскільки енергія в цьому холодильнику потрібна тільки для підігріву смоку, дослідники розглядали безпосереднє використання енергії сонця для застосування холодильника в тих місцевостях, де відсутня електрика. Шляхом зміни складу застосовуваних газів планувалося збільшити ефективність холодильника в чотири рази.